# Мавзолей Абдель Азізбаба
Мавзолей Абдель Азізбаба (Абдул-Азіз-Баба) (каз. Әбділ Әзіз баб кесенесі) — архітектурна пам'ятка XIX століття, розташована в Каратауському районі міста Шимкента, у північній частині Сайрама.

## Історія
Життєпис Абдель-Азізбаба наводиться в «Трактаті про святих Мадінат ал-Байда та Іспіджаба» (кінець XVII — початок XVIII ст.), який відносить його до табіунів, праведних мусульман, що належали до другого покоління сподвижників пророка Мухаммеда. За усними переказами він жив за 300 років до Ходжі Ахмеда Ясаві. Був прапороносцем (аламдар) арабського полководця Ісхак-Баба. Загинув у війнах за встановлення ісламу.
З урахуванням того, що до середини IX століття в ісламі існувала заборона на зведення будь-яких надмогильних споруд, передбачається, що первісний мавзолей над могилою Абдель-Азізбаба міг з'явитися в епоху Караханідів, тобто в межах X—XII століть.
За даними анонімного твору «Рісоля», Шейбанід Навруз Ахмед-хан спорудив нову будівлю. У джерелах він також відомий як Баракхан, який правив у 1550—1556 роках у Ташкенті, Самарканді та присирдар'їнських районах, тому час спорудження відносять до XVI століття. Споруда, зведена Науруз-Баракханом, згодом також зруйнувалася і наприкінці 1860-х років було збудовано нову будівлю, що збереглася до наших часів.
Вивчення пам'ятки почалося в 1920-х роках з експедиційних поїздок до Сайрама П. П. Іванова та М. Є. Массона. У 1947 мавзолей був обстежений архітекторами Південно-Казахстанської археологічної експедиції АН КазРСР (В. В. Константинова, Г. Г. Герасимов). У 1963 на замовлення Чимкентського обласного музею виконані детальні обміри (Т. Поднєбєсна). У 1983 обміри були уточнені і деталізовані (Інститут «Казпроектрестраврація» Міністерства культури КазРСР).
У 1982 мавзолей був включений до списку пам'яток історії та культури Казахської РСР республіканського значення і взятий під охорону держави.

## Опис
Мавзолей (розміри — 14×6,9 м, висота 11 м) — портально-купольний, зведений з обпаленої цегли і складається з трьох квадратних приміщень, витягнутих по фронту і сполучених між собою широкими отворами. Центральне приміщення виділено монументальним порталом (пештаком) і сфероконічним куполом на високому циліндричному барабані, що спирається на восьмерик. Бічні приміщення, що розрізняються по висоті, також перекриті куполами, що спираються на арочні вітрила і тримальні стіни. У північному приміщенні міститься надгробок Абдель-Азізбаба, навпроти — поховання Сеїд Ходжахана-ата.
Внутрішні поверхні стін оштукатурені, підлога викладена цеглою. На стінах раніше були епіграфічні розписи, серед яких були сури з Корану, імена майстрів (Мухаммед Касим Маргілані, Молла Жаліл Маргілані, Ходжа Хусейн). За описом письменника Д. Досжанова, який побував у Сайрамі в 1960-х роках, у підкупольній частині були зображені два коні, причому одна з них була зображена з диким звіром, що вчепився в неї.
У центральному приміщенні, навпроти входу, влаштовано нішу, яка через орієнтацію на північний схід не могла слугувати міхрабом. Вхідні дерев'яні двері прикрашають різьблені орнаменти з неглибоким рельєфом.
Зовнішні стіни залишені в чорній кладці і позбавлені декору, лише в оформленні порталу є окремі гіпсові декоративні деталі у вигляді тричетвертних колонок по кутах порталу на фігурних глечикоподібних базах і крученого джгута архівольта портальної арки.